# Dalbergia discolor
Dalbergia discolor är en ärtväxtart som beskrevs av Carl Ludwig von Blume. Dalbergia discolor ingår i släktet Dalbergia, och familjen ärtväxter. Inga underarter finns listade i Catalogue of Life.